# 小行星7116
小行星7116（英語：7116 Mentall）是一颗围绕太阳公转的小行星。1986年12月2日，愛德華·鮑威爾在可可尼诺县发现了此天体。
这颗小行星的绝对星等为101.42988等。